# Толбо-Нур
Толбо-Нур (монг. Толбо-Нуур) — озеро у західній частині Монголії, аймак Баян-Улгий, 30 км на південь від міста Улгий. Розташовано на висоті 2080 м над рівнем моря. Загальна площа 84 км², довжина 21 км, ширина 7 км. Максимальна глибина 12 метрів. Прозорість влітку 2-2,5 м, взимку 5-6 м, мінералізація води 0,66-0,67 г/л, за хімічним складом гідрокарбонатна. Замерзає з жовтня по травень.

## Фауна
Із риб в озері водяться харіус та інші. Також на озері гніздуються гуси та журавлі